# Ланьков Андрій Миколайович
Ланьков Андрій Миколайович (рос. Ланьков Андрей Николаевич) — російський сходознавець, фахівець з Кореї, кандидат історичних наук (1989).

## Життєпис
Народився 26 липня 1963 у місті Санкт-Петербург, СРСР.
В 1986 році закінчив Східний факультет Леніградського державного університету, в 1989 році — аспірантуру в цьому університеті, захистивши дисертацію із середньовічної історії Кореї.
В 1989—1992 роках викладав корейську мову та історію Кореї на Східному факультеті ЛДУ/СПбДУ.
В 1992—1996 працював в Південній Кореї.
З 1996 по 2004 роки викладав корейську мову та історію Кореї в Австралійському національному університеті в Канберрі.
В цей час[коли?] знов працює в Корєї, в Сеульському університеті Кунмін (кор. 국민대학교).
До кінця 2017 року регулярно публікувався як оглядач і коментатор в англомовній південнокорейській газеті «Корея таймс».
Приблизно з 2018 року є директором і колумністом сайту NK News, присвяченому новинам про КНДР.
У 2023 році дав інтерв'ю Юрію Дудю про життя в КНДР.

## Наукова та публіцистична діяльність
Сфера наукових інтересів: історія Східної Азії та особливо історія Кореї. Зокрема — історія КНДР в 1945—1965 рр. та історія повсякденного життя корейського міста. Є автором численних наукових праць та публікацій в пресі на корейську тематику.

### Публікації
1. 평양 지붕의 밑. Сеул, «Йонхап тхонсінса», 1991.
2. Северная Корея: Вчера и сегодня. М., «Наука-ГРВЛ», 1995.
3. 북한현대정치사. Сеул, «Орим», 1995.
4. Политическая борьба в Корее XVI—XVII веков. СПб, «Петербургское востоковедение», 1995.
5. Корея: Будни и праздники. М., «Международные отношения», 2000.
6. From Stalin to Kim Il Sung. London, «Hurst and Co.», 2002.
7. 1956: The Challenge to Kim Il Sung and the Failure of de-Stalinization in the DPRK. Honolulu, «Hawaii University Press», 2005.
8. Неформальная история Северной Кореи. М., «Восток-Запад», 2004.
9. Быть корейцем. М., «Восток-Запад», 2006.
10. North of the Dmz: Essays on Daily Life in North Korea. Seattle, «McFarland & Company», 2007.
11. The Dawn of Modern Korea. Seoul, «Eunhaeng Namu», 2007.